# リッチー・フォークナー
リチャード・イアン・フォークナー (Richard Ian Faulkner、1980年1月1日 - )は、イギリスのミュージシャン、ギタリスト。ヘヴィメタルバンド、ジューダス・プリーストで活動している。

## 経歴

### 生い立ち-ジューダス・プリースト加入前
1980年1月1日、ロンドンで生まれる。ジミ・ヘンドリックス、ブライアン・メイ、エドワード・ヴァン・ヘイレンなどに影響を受けて7歳頃にギターを始め、父親からギターの手ほどきを受けた。13歳頃にバンドを結成し、アイアン・メイデン、シン・リジィ、UFOなどの楽曲のカバーを演奏。1995年から2000年までスウェーデンのストックホルムに在住し、ソーセージ製造会社に勤めていた。
初期の頃は、ディーズ、ヴードゥー・シックス、エース・マフィア、パラモンなどで活動した。最初に加入したディーズでは、『Blown』を2002年にリリース。このアルバムはアイアン・メイデンのベーシストのスティーヴ・ハリスがプローデューサーを担当した。ハリスはフォークナーに、「もしバンドメンバーの誰かに何かあったら、フォークナーを後任に選ぶだろう」と語った。

### ジューダス・プリースト
2011年4月20日、友人のピート・フリーセンの推薦でK・K・ダウニングの後任としてジューダス・プリーストに加入。バンド側はフォークナーにメールを送ったが、彼は迷惑メールだと思って削除した。その後電話をもらったときにも冗談だと思い、本当かどうか確かめるためにグレン・ティプトンの家に行き、ロブ・ハルフォードを含めた3人で話し合いをした。グレンとハルフォードはどんな演奏をするのかを知りたいのでフォークナーにために数曲を演奏させ、1週間後にバンドはフォークナーに仕事を依頼した。
2011年5月25日、テレビ番組『アメリカン・アイドル』でジューダス・プリーストのメンバーとして初めて共演。2014年のアルバム『Redeemer of Souls』で初めてギターを担当。
ハルフォードとティプトンは、「リッチーに出会っていなかったら、活動が今とまったく違ったものになっていたかもしれない」としてフォークナーはジューダス・プリーストを救ったと語る。
2015年、イギリスの雑誌『メタル・ハマー』が毎年開催する「メタル・ハマー・ゴールデン・ゴッズ・アワード」でダイムバッグ・ダレル・シュレッダー賞を受賞した。
2021年9月26日、ケンタッキーで開催された『ラウダー・ザン・ライフ』で「ペインキラー」を演奏していた際に大動脈が破裂し、翌日に手術を受けた。主治医は、大動脈瘤と大動脈解離を発症したと発表。このため、バンドはアメリカでの "50 Heavy Metal Years Tour "を延期した。後に彼は「これまで心臓の病気にかかったことはなかったし、コレステロールも高くなかったので、全く予想できなかった」と語り、ファンに心臓の検査を受けるよう促した。

## 私生活
ドッケンなどで活動したギタリスト、ジョージ・リンチの娘のマリア・リンチと交際しており、娘が一人いる。

## 使用楽器
フォークナーはEMG 57/66アクティブ・ピックアップを搭載したギブソン・フライングVを使用していることで知られている。また、EMG81/85アクティブピックアップを搭載したギブソン・レスポール・カスタムも使用している。